# Delray Beach Open 2024
Il Delray Beach Open 2024 è stato un torneo di tennis giocato sul cemento. È stata la 32ª edizione del torneo facente parte dell'ATP Tour 250 nell'ambito dell'ATP Tour 2024. Si è giocato al Delray Beach Tennis Center di Delray Beach, negli Stati Uniti, dal 12 al 18 febbraio 2024.

## Partecipanti al singolare

### Teste di serie
| Nazionalità | Giocatore         | Ranking | Testa di serie* |
| ----------- | ----------------- | ------- | --------------- |
| Stati Uniti | Taylor Fritz      | 9       | 1               |
| Stati Uniti | Frances Tiafoe    | 14      | 2               |
| Stati Uniti | Tommy Paul        | 15      | 3               |
| Francia     | Adrian Mannarino  | 17      | 4               |
| Serbia      | Miomir Kecmanović | 40      | 5               |
| Italia      | Matteo Arnaldi    | 41      | 6               |
| Regno Unito | Daniel Evans      | 42      | 7               |
| Australia   | Max Purcell       | 43      | 8               |

* Ranking al 5 febbraio 2024.

#### Altri partecipanti
I seguenti giocatori hanno ricevuto una wildcard per il tabellone principale:
- Aleksandar Kovacevic
- Patrick Kypson
- Emilio Nava

Il seguente giocatore è entrato in tabellone attraverso il programma Next Gen per giocatori under 20 e con ranking in top 250:
- Shang Juncheng

I seguenti giocatori sono entrati nel tabellone principale passando dalle qualificazioni:

- Nicolas Moreno de Alboran
- Thanasi Kokkinakis
- Radu Albot
- Zachary Svajda

I seguenti giocatori sono entrati in tabellone come lucky loser:
- Flavio Cobolli
- Gabriel Diallo

### Ritiri
Prima del torneo
- Dominik Koepfer → sostituito da  Gabriel Diallo
- Mackenzie McDonald → sostituito da  Flavio Cobolli
- Jeffrey John Wolf → sostituito da  Alex Michelsen

## Partecipanti al doppio

### Teste di serie
| Nazione     | Giocatore         | Nazione     | Giocatore            | Rank* | Testa di serie |
| ----------- | ----------------- | ----------- | -------------------- | ----- | -------------- |
| Messico     | Santiago González | Regno Unito | Neal Skupski         | 17    | 1              |
| Monaco      | Hugo Nys          | Polonia     | Jan Zieliński        | 51    | 2              |
| Regno Unito | Julian Cash       | Stati Uniti | Robert Galloway      | 102   | 3              |
| Ecuador     | Gonzalo Escobar   | Kazakistan  | Oleksandr Nedovjesov | 104   | 4              |

* Ranking al 5 febbraio 2024.

### Altri partecipanti
Le seguenti coppie di giocatori hanno ricevuto una wildcard per il tabellone principale:
- William Blumberg /  Rinky Hijikata
- Nicholas Godsick /  Ethan Quinn

Le seguenti coppie di giocatori sono entrate in tabellone come alternate:
- Radu Albot /  Constant Lestienne
- Liam Broady /  Hans Hach Verdugo

### Ritiri
Prima del torneo
- Flavio Cobolli /  Aleksandar Kovacevic → sostituiti da  Liam Broady /  Hans Hach Verdugo
- Marcelo Demoliner /  André Göransson → sostituiti da  André Göransson /  Luis David Martínez
- James Duckworth /  Alex Michelsen → sostituiti da  Radu Albot /  Constant Lestienne

## Punti
| Evento    | V   | F   | SF  | QF | 2T   | 1T | Q    | Q2   | Q1   |
| Singolare | 250 | 165 | 100 | 50 | 25   | 0  | 13   | 7    | 0    |
| Doppio    | 250 | 150 | 90  | 45 | N.D. | 0  | N.D. | N.D. | N.D. |

## Montepremi
| Evento    | V         | F        | SF       | QF       | 2T       | 1T      | Q2      | Q1      |
| Singolare | $ 100 635 | $ 58 700 | $ 34 510 | $ 19 995 | $ 11 610 | $ 7 095 | $ 3 550 | $ 1 935 |
| Doppio*   | $ 34 960  | $ 18 710 | $ 10 970 | $ 6 130  | N.D.     | $ 3 610 | N.D.    | N.D.    |

*per team

## Campioni

### Singolare
Taylor Fritz ha sconfitto in finale  Tommy Paul con il punteggio di 6-2, 6-3.
- È il settimo titolo in carriera per Fritz, il primo in stagione.

### Doppio
Julian Cash /  Robert Galloway hanno sconfitto in finale  Santiago González / 
Neal Skupski con il punteggio di 5-7, 7-5, [10-2].